# Sonntagberg
Sonntagberg je městys v okrese Amstetten v rakouské spolkové zemi Dolní Rakousy a významným katolickým poutním místem.

## Geografie
Sonntagberg leží v Mostviertelu (Moštové čtvrti) v Dolních Rakousích. 29,11 % plochy městyse je zalesněno.

### Katastrální území
Městys Sonntagberg se skládá ze dvou katastrálních obcí (čísla v závorkách uvádějí počet obyvatel podle sčítání lidu v roce 2001):
- Böhlerwerk má výměru 0,66 kilometrů čtverečních (1246)
- Sonntagberg má výměru 17,77 kilometrů čtverečních (3032)

Obec Böhlerwerk sestává jen z jednoho stejnojmenného katastrálního území a obec Sonntagberg se skládá z následujících osad:
- Baichberg (88)
- Bruckbach (478)
- Gleiß (367)
- Rosenau am Sonntagberg (1111)
- Rotte Wühr (241)
- Sonntagberg (565)

Obecní úřad má sídlo v obecní části Rosenau am Sonntagbergu.

## Historie
Ve starověku bylo území součástí provincie Noricum.

## Politika
V obecním zastupitelstvu je 25 křesel. Starostou městyse je Thomas Raidl. Po obecních volbách konaných v roce 2005 byla křesla podle získaných mandátů rozdělena takto:
- SPÖ 16
- ÖVP 9

### Vývoj počtu obyvatel
| Rok   | 1971 | 1981 | 1991 | 2001 |
| ----- | ---- | ---- | ---- | ---- |
| Počet | 4696 | 4419 | 4288 | 4278 |

## Hospodářství a infrastruktura
V roce 2001 bylo nezemědělských pracovišť 115 a zemědělských a lesnických pracovišť byl v roce 1990 84. Podle sčítání lidu v roce 2001 byl počet výdělečně činných obyvatel v místě bydliště 1749, to představuje 41,65 %. V průběhu roku 2003 bylo v obci 28 nezaměstnaných.

## Pamětihodnosti

### Barokní poutní kostel
Velmi významný pro oblast Mostviertelu je z daleka viditelný barokní poutní kostel Nejsvětější trojice a svatého Michala nacházející se v nadmořské výšce 704 metrů. Opat Benedikt I. ze Seitenstettenu nechal v roce 1440 postavit kapli v gotickém slohu vedle zázračného kamene, který byl podle křesťanské legendy spojován s divotvornými silami. Kaple byla zasvěcena svatému Salvátoru. O několik let později (kolem roku 1448) následovala přístavba kaple Nejsvětější Trojice. Roku 1490 tu vznikl pozdně gotický kostel. V letech 1706 až 1732 zde byl Jakobem Prandtauerem (1660-1726) a Josephem Munggenastem (1680-1740) postavena dnešní bazilika. Hlavní oltář postavil v roce 1755 a kazatelnu v roce 1757 Melchior Hefele (1716-1794). Oltářní plastiku zhotovil v letech 1752 až 1756 Jakob Christoph Schletterer (1699-1794) a nástropní fresky provedl v letech 1738 až 1743 Daniel Gran (1694-1757). V letech 1774 až 1776 postavil varhany Franz Xaver Kristoph (1733-1793), které jsou nejvýznamnější pozdně gotické v Rakousku. Kostel byl zasvěcen Nejsvětější Trojici na ochranu před Turky.
Uctívaný obraz z roku 1614, tzv. Sonntagberský Svatý stolec, vychází ze středověkých vzorů. Velmi známé zobrazení čerpá od Albrechta Dürera (1471-1528). Od 17. století je Sonntagberg jedním z nejvýznamnějším poutním místem Rakouska.
V roce 1964 byl kostelu papežem Pavlem VI. propůjčen titul Basilica minor.

## Osobnosti
- Leopold Weber (1899-1951) – zámečník a starosta od 1945 do 1951.